# El Almendro (Spanyolország)
El Almendro település Spanyolországban, Huelva tartományban. El Almendro Alosno, Puebla de Guzmán, Villanueva de los Castillejos, El Granado és Mértola községekkel határos. Lakosainak száma 858 fő (2024).

## Népesség
A település népessége az utóbbi években az alábbiak szerint változott:
| Lakosok száma | 851  | 834  | 847  | 867  | 870  | 846  | 838  | 826  | 835  | 858  |
|               | 2001 | 2004 | 2006 | 2009 | 2011 | 2014 | 2016 | 2019 | 2021 | 2024 |